# Rendsburger Jahrbuch
Das Rendsburger Jahrbuch, vormals Heimatkundliches Jahrbuch für den Kreis Rendsburg, ist eine jährlich erscheinende Aufsatzsammlung zu verschiedenen Themengebieten betreffend der Stadt Rendsburg und des Kreises Rendsburg-Eckernförde.
Das Jahrbuch erscheint seit 1951 und wird herausgegeben von der Gesellschaft für Rendsburger Stadt- und Kreisgeschichte e. V. Die Themen der einzelnen Beiträge werden nicht vorgegeben, sondern können von jedermann eingereicht werden.